# Foolish Pleasure
Foolish Pleasure (1972-1994) est un cheval de course pur-sang anglais américain, membre du Hall of Fame des courses américaines.

## Carrière de courses
Né en Floride, à Waldemar Farms, Foolish Pleasure est vendu pour $ 20 000 aux ventes de yearlings de Saratoga et revient dans son état de naissance pour y faire des débuts victorieux sur l'hippodrome de Hialeah Park. Sa sorties suivantes, dans un groupe 3 disputé dans le Delaware, cause une grosse impression : le poulain s'impose par dix longueurs, puis récidive de manière moins spectaculaire du côté d'Aqueduct, à New York. Le voilà prêt à affronter les meilleurs dans un groupe 1, les Sapling Stakes, où il s'impose. Sa série d'invincibilité se poursuit dans les grands tournois pour 2 ans : victoire dans les Cowdin Stakes, les Hopeful Stakes et les Champagne Stakes, à chaque fois en surclassant ses adversaires. Invaincu en huit sorties, avec trois groupe 1 à la clé, Foolish Pleasure est naturellement sacré meilleur 2 ans des États-Unis, et le grand favori de la Triple Couronne.
En 1975, Foolish Pleasure retrouve la Floride pour sa rentrée, et confirme qu'il n'a rien perdu de sa superbe en s'adjugeant les Flamingo Stakes, un groupe 1 préparatoire à la Triple Couronne. Mais fin mars, il connaît la première défaite de sa carrière, battu dans le Florida Derby par Prince Thou Art, qu'il avait pourtant devancé un mois plus tôt. Il se rachète trois semaines plus tard dans les Wood Memorial Stakes, et se présente bien en favori au départ du Kentucky Derby, qu'il remporte nettement devant Avatar, le lauréat du Santa Anita Derby. Le voilà parti pour la gloire et la Triple Couronne, mais il échoue tant dans les Preakness Stakes, battu par le quatrième du Derby, Master Derby, que dans les Belmont Stakes, où Avatar lui prend une encolure, tandis que Master Derby termine troisième. 
Ses rêves de Triple Couronne envolés, Foolish Pleasure n'en passe pas moins pour le numéro 1 de sa génération, et donc le plus à même d'affronter un phénomène, Ruffian. Lucien Laurin, l'entraîneur de cette pouliche invaincue en dix courses, déclare à la presse que sa protégée est "peut-être meilleure que Secretariat" - et il sait de quoi il parle, puisqu'il fut le mentor dudit Secretariat, peut-être le meilleur cheval de l'histoire des courses américaines. Mais Ruffian n'a pas encore affronté les mâles. Alors on crée une course à Belmont Park, avec l'idée avait été d'inviter les gagnants des épreuves de la Triple Couronne (Foolish Pleasure, Master Derby et Avatar) à se mesurer à elle. Mais seul Foolish Pleasure relève le défi. C'est donc à un mano à mano qu'assistent 50 000 spectateurs et 20 millions de téléspectateurs, ce 6 juillet 1975. Ruffian, sous la selle de Jacinto Vásquez (qui avait monté Foolish Pleasure dans le Derby, mais a décidé cette fois de s'associer à la pouliche, le poulain étant monté par son compatriote le grand Braulio Baeza) s'élance et prend l'avantage comme à son habitude. Mais au bout de 600 mètres, elle s'arrête brutalement : les deux os sésamoïde de son antérieur droit viennent de se briser. Foolish Pleasure sort donc vainqueur d'un duel qui n'a pas eu lieu. En deuxième partie de saison, il semble un peu passé de forme, et doit s'avouer vaincu à deux reprises face à Wajima, qui n'a pas participé à la Triple Couronne mais a remporté en champion les Travers Stakes. Ces deux défaites coûtent à Foolish Pleasure le titre de Meilleur 3 ans de l'année au profit de son rival. 
Resté à l'entrainement à 4 ans, Foolish Pleasure se montre assez irrégulier et s'essaie même sur le gazon, dans le Canadian Turf Handicap, mais sans succès. Il remporte tout de même le Donn Handicap ainsi qu'un septième et dernier groupe 1, le Suburban Handicap, devant le grand Forego. Il se retire durant l'été, sur une dernière victoire. Admis au Hall of Fame des courses américaines en 1995, il figure à la 97e place sur la liste des 100 meilleurs chevaux de sport hippique américain du XXe siècle établie en 1999 par le magazine The Blood-Horse.

### Résumé de carrière
| Date          | Hippodrome      | Pays        | Course                     | Statut      | Distance    | Jockey             | Place       | Écart       | Vainqueur ou deuxième |
| 1974, 2 ans   | 1974, 2 ans     | 1974, 2 ans | 1974, 2 ans                | 1974, 2 ans | 1974, 2 ans | 1974, 2 ans        | 1974, 2 ans | 1974, 2 ans | 1974, 2 ans           |
| ------------- | --------------- | ----------- | -------------------------- | ----------- | ----------- | ------------------ | ----------- | ----------- | --------------------- |
| 4 avril       | Hialeah Park    | États-Unis  | Maiden                     |             | 1 000 m     | Chuck Baltazar     | 1er / 11    | 4 ½         | ―                     |
| 27 mai        | Delaware Park   | États-Unis  | Dover Stakes               | Gr. 3       | 1 100 m     | Chuck Baltazar     | 1er / 7     | 10          | Jimbosanda            |
| 24 juillet    | Aqueduct        | États-Unis  | Tremont Stakes             | Gr. 3       | 1 200 m     | Chuck Baltazar     | 1er / 9     | encolure    | What A Sketch         |
| 10 août       | Monmouth Park   | États-Unis  | Sapling Stakes             | Gr. 1       | 1 200 m     | Jacinto Vásquez    | 1er / 15    | 1 ¾         | The Bagel Prince      |
| 24 août       | Saratoga        | États-Unis  | Hopeful Stakes             | Gr. 1       | 1 300 m     | Braulio Baeza      | 1er / 8     | 3 ¾         | Greek Answer          |
| 25 septembre  | Belmont Park    | États-Unis  | Cowdin Stakes              | Gr. 2       | 1 400 m     | Jacinto Vásquez    | 1er / 11    | 6 ½         | Our Talisman          |
| 5 octobre     | Belmont Park    | États-Unis  | Champagne Stakes           | Gr. 1       | 1 600 m     | Jacinto Vásquez    | 1er / 9     | 6           | Greek Answer          |
| 1975, 3 ans   |                 |             |                            |             |             |                    |             |             |                       |
| 12 février    | Hialeah Park    | États-Unis  | Allowance                  |             | 1 400 m     | Jacinto Vásquez    | 1er / 3     | 4 ¼         | Ambassador's Image    |
| 1er mars      | Hialeah Park    | États-Unis  | Flamingo Stakes            | Gr. 1       | 1 800 m     | Jacinto Vásquez    | 1er / 10    | 1 ¾         | Prince Thou Art       |
| 29 mars       | Gulfstream Park | États-Unis  | Florida Derby              | Gr. 1       | 1 800 m     | Jacinto Vásquez    | 3e / 9      | 3 ½         | Prince Thou Art       |
| 19 avril      | Aqueduct        | États-Unis  | Wood Memorial Stakes       | Gr. 1       | 1 800 m     | Jacinto Vásquez    | 1er / 15    | tête        | Bombay Duck           |
| 3 mai         | Churchill Downs | États-Unis  | Kentucky Derby             | Gr. 1       | 2 000 m     | Jacinto Vásquez    | 1er / 15    | 1 ¾         | Avatar                |
| 17 mai        | Pimlico         | États-Unis  | Preakness Stakes           | Gr. 1       | 1 900 m     | Jacinto Vásquez    | 2e / 10     | 1           | Master Derby          |
| 7 juin        | Belmont Park    | États-Unis  | Belmont Stakes             | Gr. 1       | 2 400 m     | Jacinto Vásquez    | 2e / 9      | encolure    | Avatar                |
| 6 juillet     | Belmont Park    | États-Unis  | Match Race                 |             | 2 000 m     | Braulio Baeza      | 1er / 2     | ―           | Ruffian               |
| 1er septembre | Belmont Park    | États-Unis  | Governor Stakes            | Gr. 1       | 1 800 m     | Ángel Cordero Jr.  | 2e / 10     | tête        | Wajima                |
| 13 septembre  | Belmont Park    | États-Unis  | Marlboro Cup Invitation    | Gr. 1       | 2 000 m     | Ángel Cordero Jr.  | 5e / 7      | 10          | Wajima                |
| 10 octobre    | Belmont Park    | États-Unis  | Allowance                  |             | 1 700 m     | Ángel Cordero Jr.  | 2e / 6      | nez         | Stonewalk             |
| 1976, 4 ans   |                 |             |                            |             |             |                    |             |             |                       |
| 4 février     | Hialeah Park    | États-Unis  | Allowance                  |             | 1 400 m     | Braulio Baeza      | 1er / 7     | 3 ½         | Dashboard             |
| 6 mars        | Gulfstream Park | États-Unis  | Donn Handicap              | Gr. 2       | 1 400 m     | Braulio Baeza      | 1er / 10    | 3 ½         | Packer Captain        |
| 27 mars       | Gulfstream Park | États-Unis  | Canadian Turf Handicap     | Gr. 3       | 1 700 m     | Braulio Baeza      | 8e / 9      | 4 ¼         | Step Forward          |
| 6 juin        | Hollywood Park  | États-Unis  | Bel Air Handicap           | Gr. 2       | 1 800 m     | Laffit Pincay, Jr. | 3e / 5      | 3 ¾         | Riot in Paris         |
| 20 juin       | Hollywood Park  | États-Unis  | Hollywood Gold Cup         | Gr. 1       | 2 000 m     | Laffit Pincay, Jr. | 5e / 8      | 6 ½         | Pay Tribute           |
| 5 juillet     | Aqueduct        | États-Unis  | Suburban Handicap          | Gr. 1       | 1 900 m     | Eddie Maple        | 1er / 4     | flower      | Forego                |
| 24 juillet    | Aqueduct        | États-Unis  | Brooklyn Handicap          | Gr. 1       | 2 000 m     | Eddie Maple        | 3e / 8      | 6 ½         | Forego                |
| 7 août        | Arlington Park  | États-Unis  | Golden invitation Handicap |             | 1 800 m     | Earlie Fires       | 1er / 6     | 3 ½         | Proponent             |

## Origines
Foolish Pleasure est le plus fameux produit de What A Pleasure, qui brilla surtout à 2 ans, s'adjugeant les National Stallion Stakes et les Hopeful Stakes. Étalon à Waldemar Farms, il engendra un an après Foolish Pleasure un autre champion, Honest Pleasure (Arlington Futurity, Champagne Stakes, Laurel Futurity, Flamingo Stakes, Florida Derby, Blue Grass Stakes, Travers Stakes, 2 ans de l'année 1975). Il revendique aussi le frère de ce dernier, For The Moment (Futurity Stakes, Blue Grass Stakes) et Fairway Phantom (Arlington Classic). 

### Pedigree
| Origines de Foolish Pleasure (USA), mâle bai brun né en 1973 | Origines de Foolish Pleasure (USA), mâle bai brun né en 1973 | Origines de Foolish Pleasure (USA), mâle bai brun né en 1973 | Origines de Foolish Pleasure (USA), mâle bai brun né en 1973 |
| ------------------------------------------------------------ | ------------------------------------------------------------ | ------------------------------------------------------------ | ------------------------------------------------------------ |
| Père What A Pleasure 1965                                    | Bold Ruler 1954                                              | Nasrullah                                                    | Nearco                                                       |
| Père What A Pleasure 1965                                    | Bold Ruler 1954                                              | Nasrullah                                                    | Mumtaz Begum                                                 |
| Père What A Pleasure 1965                                    | Bold Ruler 1954                                              | Miss Disco                                                   | Discovery                                                    |
| Père What A Pleasure 1965                                    | Bold Ruler 1954                                              | Miss Disco                                                   | Outdone                                                      |
| Père What A Pleasure 1965                                    | Grey Flight 1945                                             | Mahmoud                                                      | Blenheim                                                     |
| Père What A Pleasure 1965                                    | Grey Flight 1945                                             | Mahmoud                                                      | Mah Mahal                                                    |
| Père What A Pleasure 1965                                    | Grey Flight 1945                                             | Planetoid                                                    | Ariel                                                        |
| Père What A Pleasure 1965                                    | Grey Flight 1945                                             | Planetoid                                                    | La Chica                                                     |
| Mère Fool-Me-Not 1958                                        | Tom Fool 1949                                                | Menow                                                        | Pharamond                                                    |
| Mère Fool-Me-Not 1958                                        | Tom Fool 1949                                                | Menow                                                        | Alcibiades                                                   |
| Mère Fool-Me-Not 1958                                        | Tom Fool 1949                                                | Gaga                                                         | Bull Dog                                                     |
| Mère Fool-Me-Not 1958                                        | Tom Fool 1949                                                | Gaga                                                         | Alpoise                                                      |
| Mère Fool-Me-Not 1958                                        | Cuadrilla 1943                                               | Tourbillon                                                   | Ksar                                                         |
| Mère Fool-Me-Not 1958                                        | Cuadrilla 1943                                               | Tourbillon                                                   | Durban                                                       |
| Mère Fool-Me-Not 1958                                        | Cuadrilla 1943                                               | Boullabaisse                                                 | Blenheim                                                     |
| Mère Fool-Me-Not 1958                                        | Cuadrilla 1943                                               | Boullabaisse                                                 | Becti (famille 14-b)                                         |